# العلاقات الكوبية الكولومبية
العلاقات الكوبية الكولومبية هي العلاقات الثنائية التي تجمع بين كوبا وكولومبيا.

## مقارنة بين البلدين
هذه مقارنة عامة ومرجعية للدولتين:
| وجه المقارنة                                              | كوبا                              | كولومبيا        |
| --------------------------------------------------------- | --------------------------------- | --------------- |
| المساحة (كم2)                                             | 109.88 ألف                        | 1.14 مليون      |
| عدد السكان (نسمة)                                         | 11.48 مليون                       | 49.07 مليون     |
| الكثافة السكانية (ن./كم²)                                 | 104.48                            | 43.04           |
| العاصمة                                                   | هافانا                            | بوغوتا          |
| اللغة الرسمية                                             | اللغة الإسبانية                   | اللغة الإسبانية |
| العملة                                                    | بيزو كوبي، بيزو كوبي قابل للتحويل | بيزو كولومبي    |
| الناتج المحلي الإجمالي (بليون دولار)                      | 87.13 مليار                       | 309.19 مليار    |
| الناتج المحلي الإجمالي (تعادل القوة الشرائية) بليون دولار |                                   | 724.96 مليار    |
| الناتج المحلي الإجمالي الاسمي للفرد دولار أمريكي          |                                   | 7.60 ألف        |
| الناتج المحلي الإجمالي للفرد دولار أمريكي                 |                                   | 13.36 ألف       |
| مؤشر التنمية البشرية                                      | 0.769                             | 0.720           |
| رمز المكالمات الدولي                                      | +53                               | +57             |
| رمز الإنترنت                                              | .cu                               | .co             |
| المنطقة الزمنية                                           | 00                                | 00              |

## مدن متوأمة
في ما يلي قائمة باتفاقيات التوأمة بين مدن كوبية وكولومبية:
- ترتبط سانتياغو دي كوبا مع كارتاهينا باتفاقية توأمة منذ 1993.

## منظمات دولية مشتركة
يشترك البلدان في عضوية مجموعة من المنظمات الدولية، منها:
| علم المنظمة | اسم المنظمة                                                          | تاريخ انضمام كوبا | تاريخ انضمام كولومبيا |
| ----------- | -------------------------------------------------------------------- | ----------------- | --------------------- |
|             | منظمة التجارة العالمية                                               | ?                 | ?                     |
|             | الاتحاد الدولي للاتصالات                                             | 16 يناير 1918     | 25 أغسطس 1914         |
|             | المنظمة الهيدروغرافية الدولية                                        | ?                 | ?                     |
|             | وكالة حظر الأسلحة النووية في أمريكا اللاتينية ومنطقة البحر الكاريبي ‏ | ?                 | ?                     |
|             | منظمة حظر الأسلحة الكيميائية                                         | ?                 | ?                     |
|             | يونسكو                                                               | 29 أغسطس 1947     | 31 أكتوبر 1947        |
|             | الأمم المتحدة                                                        | 24 أكتوبر 1945    | 5 نوفمبر 1945         |
|             | الاتحاد البريدي العالمي                                              | ?                 | ?                     |
|             | منظمة الشرطة الجنائية الدولية                                        | ?                 | ?                     |
|             | مجموعة دول أمريكا اللاتينية والكاريبي                                | ?                 | ?                     |

## وصلات خارجية
- موقع وزارة الخارجية الكوبية